# Japie Krekel
Japie Krekel (Engels: Jiminy Cricket) is een personage uit de strips en tekenfilmwereld van Disney. het personage is gebaseerd op de pratende krekel uit het sprookje Pinokkio van Carlo Collodi. Hij is namelijk het geweten van Pinokkio dat hem helpt hem op het rechte pad te zetten.
Japie Krekel maakte voor het eerst zijn introductie in de Disneyfilm Pinokkio uit 1940, daar speelt hij samen met Pinokkio een belangrijke rol, de naam Japie krekel of in het Engels Jiminy Cricket werd door Disney al eerder vernoemd in de film Sneeuwwitje en de zeven dwergen en in het Mickey Mouse-filmpje Brave Little Tailor, 
na zijn optreden in Pinokkio speelde Japie Krekel in andere films en series mee, in 1947 speelde Japie een belangrijke rol in de disney classic Vrij en Vrolijk, ook presenteerde Japie voor Disney de Mickey Mouse Club die tussen de jaren 50 en jaren 70 werd uitgezonden op de televisie, Hij heeft ook gastrollen gespeeld in verschillende Disney-specials en heeft hij verschillende series en educatieve korte animatiefilms gepresenteerd
in 1983 speelde Japie Krekel een kleine rol in Mickey's Kerstfeest als de geest van het verleden. verder was Japie ook te zien geweest in de serie Mickey's Club waar hij af en toe optrad als gastrol, en ten slotte heeft Japie Krekel ook een bijrol in de Kingdom Hearts-spellen, hierin heeft Japie een belangrijke functie en dat is het logboek bijhouden.
Daarna had Japie ook een gastrol in Once upon a Time en speelde hij natuurlijk ook een rol in de Liveaction versie van Pinokkio.

## Andere Talen
- : 蟋蟀先生
- : Jesper Fårekylling
- : Jimminy Grille
- : Jiminy Cricket
- : Samu Sirkka
- : Jiminy Cricket
- : Τζίμινι Κρίκετ
- : Tücsök Tihamér
- : Grillo Parlante
- : ジミニークリケット
- : Cvrčak Cvrčo
- : Timmi Gresshoppe
- : Świerszcz Jiminy
- : Čriček Čuri
- : Pepito Grillo
- : Grilo Falante
- : Benjamin Syrsa

## Stemacteurs

### Stem in het Engels
De eerste stem van Japie Krekel werd eerst gedaan door Cliff Edwards, in 1973 werd zijn stem overgenomen door Eddie Carroll die hij Japie Krekel vertolkte tot zijn dood in 2010, Phil Snyder sprak Japie's stem in tussen 2010 en 2014 en werd hierna weer opgevolgd door Joe Ochman die hij tot heden Japie's stem nog vertolkt, in de liveactien versie van Pinokkio word de stem van Japie ingesproken door Joseph Gordon-Levitt

### Stem in het Nederlands
voor de Nederlandstalige versie werd de stem van Japie Krekel ingesproken door Cruys Voorbergh in de eerste nasynchronysatie van Pinokkio, in 1984 sprak Hein Boele de stem van Japie in, in Mickey's Kerstfeest, andere stemacteurs die Japie krekel voor zijn rol hebben zijn: Donald de Marcas, Olaf Wijnants en Huub Dikstaal, in de liveaction versie van Pinokkio word de stem van Japie ingesproken door Joël de Tombe, in de Disney-shortfilm Once Upon a Studio wordt de stem van Japie ingesproken door Bert Silvester.
- Library of Congress Control Number: nb2015019863
- MusicBrainz: 80fa990d-1d62-430f-890c-a1e307f62aa9
- Nationale Bibliotheek van Israël: 987007542241205171
- Virtual International Authority File: 157144782719582880843
- WorldCat: E39PCjr7Cb3KgHHbPh3BvBXRPP